# 미코얀-구레비치 MiG-23
미코얀-구레비치 MiG-23(러시아어: Микоян и Гуревич МиГ-23, NATO 코드명: Flogger)은 소련의 미코얀-구레비치 설계국이 설계한 가변익 전투기이다. 수호이 Su-17과 같은 유사한 소련 항공기와 함께 3세대 전투기이다. 소련 전투기 최초로 락다운 레이더와 RP-23 사피르를 탑재했으며, 시계외 사정 미사일로 무장한 최초의 전투기 중 하나였다. 1969년에 생산이 시작된 이래 5,000대 이상의 항공기가 제작되어 역사상 가장 많이 생산된 가변익 항공기이다. 오늘날 MiG-23은 일부 국가에서 제한적으로 운용하고 있다.
미코얀 MiG-27을 기본으로 설계되었으며, 미코얀 MiG-27은 지상 공격 전용 기종이다. MiG-27은 MiG-23의 기수에 장착된 레이더 시스템을 레이저 지시기와 TV 카메라를 탑재한 광학 패널로 대체했다.

## 제원
| MiG-23MLD기준 |                                                             |
| 전장          | 16.70m                                                      |
| 전폭          | 13.97m/7.78m (폈을 때/접었을 때)                            |
| 전고          | 4.82m                                                       |
| 자체중량      | 14.84t                                                      |
| 최대이륙중량  | 17.8t                                                       |
| 최고속도      | 2500km/h, 마하 2.32                                         |
| 실용상승한도  | 18,500m                                                     |
| 작전행동반경  | 1,150Km                                                     |
| 항속거리      | 2,820km                                                     |
| 엔진          | Khatchaturov R-35-300 터보 제트 엔진 (18,800/28,660lbs) 1기 |
| 무장          | GSh-23L 23mm 쌍열 기관포 1정 (200발)                        |
| 무장          | R-3S/R AAM, K-13M AAM, R-60M/MK AAM, R-24R/T AAM            |
| 무장          | R-24R/T AAM, Kh-23M AGM, S-5K 다연장 로켓, S-24B 로켓       |
| 무장          | 100~500kg급 무유도폭탄 2~16발,RN-24,28 전술핵폭탄           |

## 같이 보기
- 미코얀 MiG-27
- 다소 미라주 F1
- 수호이 Su-24